# Zatsjatevski-klooster
Het Zatsjatevski-klooster of Ontvangenisklooster (Russisch: Зачатьевский монастырь) is een Russisch-orthodox klooster voor vrouwen in Moskou. Het klooster bevindt zich iets ten zuiden van de kathedraal van Christus de Verlosser in de Centraal Administratieve Okroeg.

## Geschiedenis
Het eerste klooster op deze plek werd in 1360 gesticht door de heilige Alexis van Kiev en gewijd aan de ontvangenis van de heilige Anna. Tot de eerste kloosterlingen behoorden de zusters van Alexis; Eupraxia en Juliana. Na een grote stadsbrand in 1547 werd het klooster verplaatst naar de plek waar de herbouwde kathedraal van Christus de Verlosser staat. In 1584 werd het klooster echter weer op initiatief van Fjodor I van Rusland en dienst vrouw Irina Godoeva op de oude plek herbouwd. Al spoedig werd het klooster geplunderd en beschadigd tijdens de Tijd der Troebelen. In 1696 werd de poortkerk gebouwd die gewijd werd aan de Verlosser. De bouw werd bekostigd door de familie Rimski Korsakov die in de buurt van het klooster woonde en de kerk als huiskerk gebruikte. Speciaal voor de familie werd een (nog bestaande) trap naar de poortkerk gebouwd. Wegens bouwvalligheid werd in de 19e eeuw de kathedraal gesloopt en in de jaren 1805-1807 vervangen door een klassiek gebouw met neogotische invloeden. Dit werd de vierde kathedraal in de geschiedenis van het klooster.

## 1917
Na de plundering door de bolsjewieken bleef het klooster nog enige tijd functioneren. Op 16 maart 1925 werd de laatste dienst geleid door patriarch Tichon, die negen dagen later zou sterven. De sluiting van het klooster vond in 1927 plaats. Bijna alle gebouwen werden gesloopt of onherkenbaar verbouwd. De kathedraal en de klokkentoren werden verwoest om plaats te maken voor een schoolgebouw. Slechts de kloostermuren en de poortkerk overleefden de Sovjet-Unie. De poortkerk werd in 1960 op de monumentenlijst geplaatst als mooi voorbeeld van de Moskoubarok.

## Teruggave en herstel van het monastieke leven
Met de val van het communisme gloorde er weer hoop voor het klooster. In 1991 werd het complex teruggegeven aan de Russisch-orthodoxe Kerk. Een monastieke bestemming kreeg het in 1995. Het complex moest grotendeels worden herbouwd. Op de fundamenten van de oude kathedraal werd een nieuwe kathedraal gebouwd in pseudo Russische stijl. Het ontwerp was niet helemaal omstreden, aangezien de gesloopte kathedraal een klassiek aanzien met neogotisch elementen had. Op 25 november 2010 werd de nieuwe kathedraal ingewijd door Kirill, patriarch van Moskou en heel Rusland.

## Kerken
- Kathedraal van de Geboorte van de Moeder Gods (bouwjaar 2006-2010)
- Kerk van de Ontvangenis van de Heilige Anna(1990)
- Kerk van de afdaling van de Heilige Geest (1846-1850, hersteld in 2001)
- Kerk van de Verlosser (1696)

## Bron
- Dit artikel of een eerdere versie ervan is een (gedeeltelijke) vertaling van het artikel Зачатьевский монастырь op de Russischtalige Wikipedia, dat onder de licentie Creative Commons Naamsvermelding/Gelijk delen valt. Zie de bewerkingsgeschiedenis aldaar.